# Gasthaus Zum schwarzen Adler (Karbach (Unterfranken))
Das Gasthaus Zum schwarzen Adler ist ein Gasthaus in Karbach (Unterfranken) aus dem 17. Jahrhundert. In der Denkmalliste ist jedoch nicht das Gebäude in der Hauptstraße 54, sondern das Wirtshausschild mit Doppeladler aus dem frühen 19. Jahrhundert als Baudenkmal registriert.

## Geschichte
Seit 1691 ist das Schankrecht belegt, das damals der Bäcker Andreas Liebler ausübte. Vorbild könnte der Schwarze Adler in Würzburg gewesen sein. Bis etwa 1627, als die große Pfarrhofscheune errichtet war, soll ausweislich alter Grundbücher hier am Ort der Häuser Nummer 77 und 78 die Zehntscheuer gestanden haben. Der Adler hatte damals die Nr. 79. Die Hofriet hat Plannummer 106 und ist 236 Dezimalen bzw. 8,04 Ar groß.
Der geräumige von Gebäuden umgebene Hof diente im Winter 1812 auf 1813 als Exerzierplatz einquartierter Russen.
Am 26. Februar 1868 brannte nachts die Scheune dieser Hofriet ab, griff auf die Scheunen der Häuser Nr. 78, 77, 76, 75, 74 und 73 über und zerstörte sie vollständig. Am 30. Oktober 1896 ereignete sich erneut ein Dorfbrand, der die Stallung ganz und das Haus teilweise beschädigte. Anstelle des zu klein gewordenen Tanzsaals errichtete man an der westlichen Giebelseite des Hauses über der Hofeinfahrt einen Anbau, worin 1914/17 französische Gefangene untergebracht waren. Im Hof wurde ein Schlachthaus errichtet und um 1920 im Haus verschiedene bauliche Änderungen vorgenommen. 1932 wurde die Gastwirtschaft in ihrer heutigen Form errichtet. Dabei wurden etliche mit Jahreszahlen versehene Steine wieder eingemauert.
Die Geschichte hat Peter Apfelbacher recherchiert, der als ortsansässiger Lehrer und Heimatkundler u. a. für verschiedene Heimatzeitungen tätig war.